# Dufourea versicolor
Dufourea versicolor är en biart som beskrevs av Johann Dietrich Alfken 1936. Dufourea versicolor ingår i släktet solbin, och familjen vägbin. Inga underarter finns listade i Catalogue of Life.